# Szentlőrinc
Szentlőrinc (en croata: Selurinac, Selovrenac, Selurac, Selurince o Selerenac) es una ciudad del condado de Baranya, Hungría.

## Demografía
Según un informe de 2024, la población es de 5 986 habitantes. De acuerdo con otro informe de 2023, la ciudad cuenta con 2 548 viviendas. Según el censo de 2022, la mayoría de la población es húngara (88,9%), con minorías de alemanes (2,6%), gitanos (2,4%) y croatas (1,0%). La religión mayoritaria es lacatólica romana (34,5%) y el 15,4% afirmó pertenecer a alguna iglesia.

## Deporte
El club de fútbol Szentlőrinc SE, que actualmente compite en el Nemzeti Bajnokság III, tiene su sede en la ciudad.

## Ciudades hermanadas
Szentlőrinc está hermanada con:
- Urbach, Alemania - desde 1997[6]